# Neuropathologie

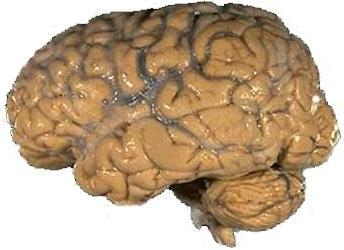
Menschliches Gehirn

Die Neuropathologie ist ein Gebiet der Pathologie, welches sich mit den Erkrankungen des Zentralnervensystems, der Hirnhäute (Meningen) und der peripheren Nerven beschäftigt. Weiterhin fallen auch bestimmte Muskelerkrankungen in das Gebiet der Neuropathologie sowie das Erstellen von Hirnbanken. Innerhalb der EU wird die Neuropathologie ausschließlich von der Bundesrepublik Deutschland als eigenständiges Fach anerkannt.
Im Gegensatz zu verwandten Fächern wie der Neurologie, Neurochirurgie und Psychiatrie ist die Neuropathologie ein klinisch-theoretisches Fach, doch dient sie vor allem diesen drei Fächern als Basis für Prophylaxe, Diagnose und Therapie, ist doch die Krankheitsmorphologie Voraussetzung für das nötige Verständnis der Pathogenese. Gemeinsame Problemerörterungen mit anderen klinischen Kollegen sind üblich.

## Geschichte der Neuropathologie

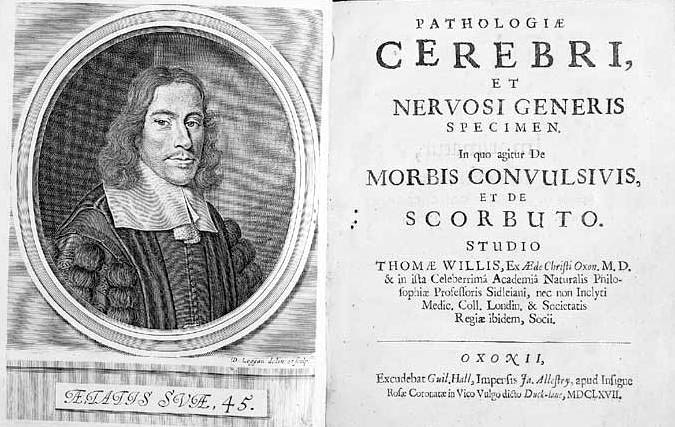
Pathologiae cerebri et nervosi generis specimen (1667)

Die ersten, zaghaften Anfänge einer auf der Morphologie gründenden und die antik-mittelalterlichen humoralpathologischen Vorstellungen ablösenden Neuropathologie finden sich schon ab 1650. So wurden im 1658 publizierten Werk des Schaffhausener Stadtarztes Johann Jakob Wepfer bereits die morphologischen Befunde bei Schlaganfall betont und 1667 veröffentlichte der englische Arzt Thomas Willis die Pathologiae Cerebri et Nervosi Generis Specimen. Im 18. Jahrhundert (im Zeitalter des Vitalismus) entwickelte William Cullen seine Neuropathologie, nach der der Tonus der Fasern im Sinne Friedrich Hoffmanns abhängig von der Nervenkraft sei und bei Steigerung der Nervenkraft durch Reize ein Spasmus bzw. bei Herabsetzung Atonie entsteht. Die Geschichte der modernen Neuropathologie ist sehr eng mit den Historien der Psychiatrie und der in der zweiten Hälfte des 19. Jahrhunderts aufblühenden Neurochirurgie und natürlich mit der des eigenen Mutterfaches und der Anatomie verbunden. Sie findet ihren Anfang in Deutschland im 19. Jahrhundert mit dem sog. „Breslauer Kreis“, der seine Wurzeln seinerseits in Wien und Paris hat, welchem hauptsächlich Neurologen und Psychiater mit ausgeprägtem Interesse an Morphologie entstammen, die daraufhin zusammen mit Angehörigen des „Leipziger Kreises“ eine eigene „Frankfurter Schule“ um den Pathologen Carl Weigert und den vergleichenden Neuroanatomen Ludwig Edinger bildeten.
Das besondere an der Neuropathologie ist auch die extreme Kleinheit sowohl des Fachs als auch des wissenschaftlichen Objekts, mit dem es sich beschäftigt. Die ausgeprägte Überschaubarkeit der neuropathologisch tätigen Ärzte oder gar der noch kleineren Gruppe vollausgebildeter Neuropathologen bringt es mit sich, dass die Geschichte der Neuropathologie sehr stark von einzelnen Menschen dominiert wird.

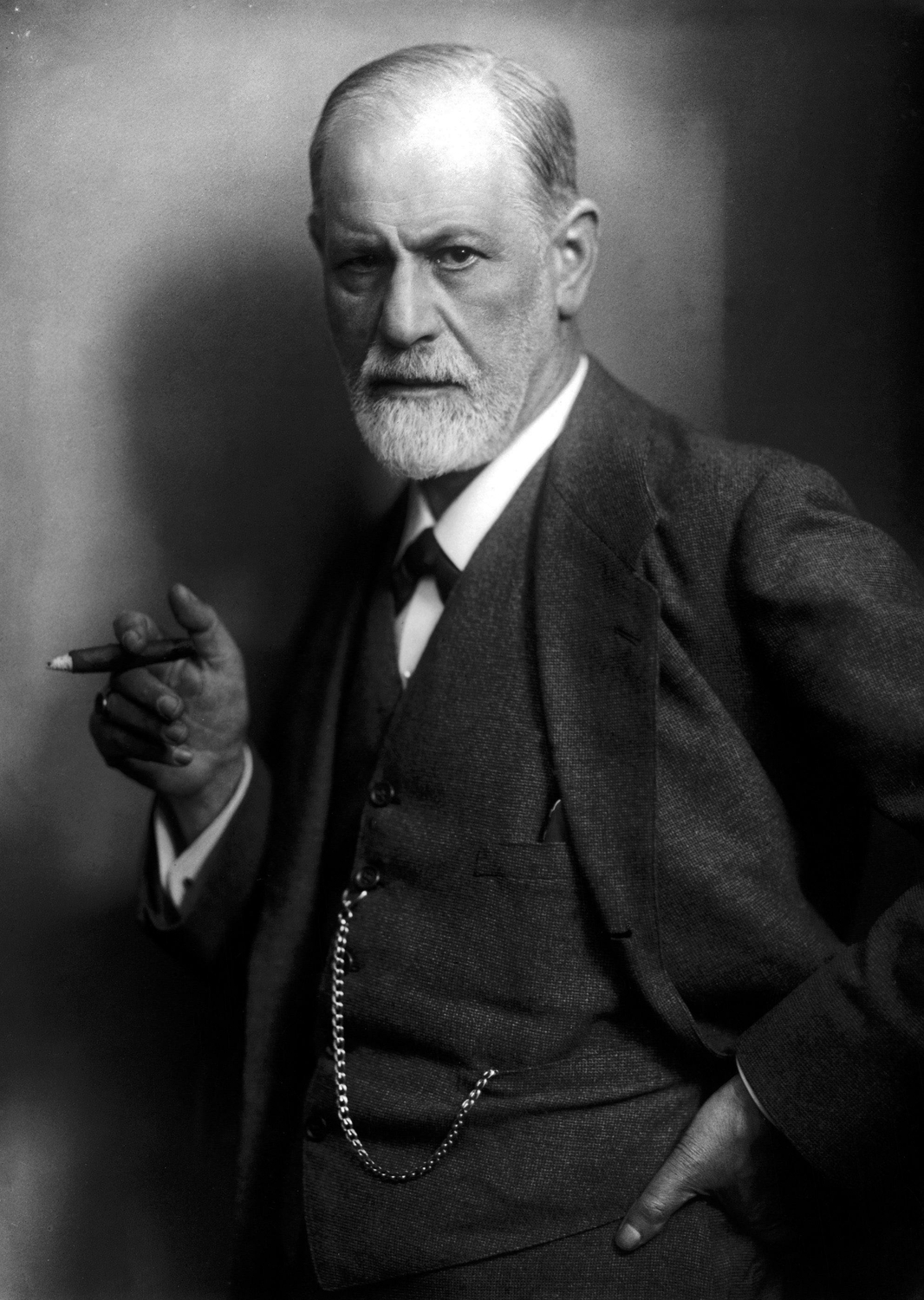
Sigmund Freud, um 1921

So sind die Namen der Psychiater Alois Alzheimer, Korbinian Brodmann, Bernhard von Gudden, Emil Kraepelin, Franz Nissl, Walther Spielmeyer sowie der Neurochirurgen Harvey Williams Cushing und Wilhelm Tönnis und des Neurowissenschaftlers Klaus-Joachim Zülch eng mit der Geschichte des hochspeziellen Fachs verbunden. Auch Sigmund Freud war Neuropathologe, wurde jedoch nicht als solcher, sondern als Begründer der Psychoanalyse berühmt. So wird das fruchtbare Zusammenspiel von Psychiatrie auf der einen und Neurochirurgie auf der anderen Seite deutlich.
Die Zeit des Nationalsozialismus war eine dunkle Zeit für die Neuropathologie; namhafte Forscher und wissenschaftlicher Nachwuchs wurden deportiert oder mussten fliehen (wie etwa der junge Hoffnungsträger Hans Joachim Scherer), was der Entwicklung des wissenschaftlichen Fachs einen herben Schlag beifügte, nationalsozialistischer Wahnsinn warf mit – wenn auch mittelbarer – neuropathologischer Beteiligung am „Euthanasie“-Programm und anderen Medizinverbrechen einen Schatten auf die Neuropathologie. Besonders bekannt wurden etwa die „3 Brüder K“, eigentlich zwei Brüder und ein Cousin, die der NS-Forschung zum Opfer fielen, und deren Hirnpräparate zur Erforschung der seltenen Pelizaeus-Merzbacher-Krankheit, einer Erkrankung der Myelinscheiden, verwendet wurden. Auch die „klassischen“ Kriegsschäden durch Bomben oder Plünderung trafen die Neuropathologie – wie alles andere auch.
Nach dem Krieg folgten die Jahre des Wiederaufbaus, in denen auch die wissenschaftlichen Institute sich neu formierten und regenerierten. Als eine der ersten Institutionen war die Münchner Forschungsanstalt für Psychiatrie in ihrem alten Gebäude wieder halbwegs arbeitsfähig.
Im Jahre 1948 hatte die neu gegründete Deutsche Gesellschaft für Neurologie und Psychiatrie beschlossen, die Neuroanatomen und Neuropathologen in ihre Neurologie-Sektion aufzunehmen, eine Entscheidung, die der Verschiebung der Akzentuierung der Neuropathologie etwas weg von der vormals sehr nahestehenden Psychiatrie eher hin zur Neurologie Rechnung trug.
Vom 6. bis 8. Oktober 1950 wurde in Frankfurt am Main die Deutsche Gesellschaft für Neuropathologie gegründet, welche 1956 unter Integrierung der Neuroanatomie zur Vereinigung Deutscher Neuropathologen und Neuroanatomen und schlussendlich 1975 in Deutsche Gesellschaft für Neuropathologie und Neuroanatomie umbenannt wurde (Beschluss in Köln). In Westdeutschland gab es in Bonn 1952 den ersten Lehrstuhl für Neuropathologie. Rund 24 Jahre später, 1976, entsprach der Deutsche Ärztetag der Schaffung eines Teilgebietes Neuropathologie des Facharztes für Pathologie, ein eigener Facharzt für Neuropathologie wurde 1987 vom Deutschen Ärztetag beschlossen. Dagegen blieb im Osten Deutschlands die Neuropathologie bis zum Zusammenbruch der DDR dagegen eng mit der allgemeinen Pathologie verknüpft. Danach wurde die ostdeutsche Gesellschaft für Neuropathologie in die – nun gesamtdeutsche – Gesellschaft für Neuropathologie und Neuroanatomie aufgenommen.

## Der Neuropathologe
Da in Deutschland die Neuropathologie als eigenständiges Fachgebiet anerkannt ist, gibt es in Deutschland auch Fachärzte für Neuropathologie, die eine vollständige Facharztweiterbildung in diesem Gebiet durchlaufen haben. Ebenso wird in der Schweiz eine eigenständige Ausbildung für Neuropathologie angeboten. In Saudi-Arabien ist die Neuropathologie seit 2011 ebenfalls ein eigenständiges Fachgebiet. In den meisten anderen Ländern sind neuropathologisch tätige Ärzte „gewöhnliche“ Pathologen, die sich auf Neuropathologie spezialisiert haben. Auch in Deutschland gibt es eine kleine Zahl an Pathologen mit Schwerpunkt Neuropathologie, von denen jedoch nur ein kleiner Anteil de facto ärztlich tätig ist. Der Einsatz eines Facharztes für Neuropathologie, im Unterschied zu einem Pathologen mit „neuropathologischem Schwerpunkt“, ist nach einigen Zertifizierungrichtlinien zwingend erforderlich.

## Ausbildung zum Facharzt für Neuropathologie
Die Ausbildung zum Facharzt für Neuropathologie in Deutschland und der Schweiz setzt die Approbation als Arzt und damit ein erfolgreich abgeschlossenes Studium der Humanmedizin voraus. Darauf aufbauend folgt eine mindestens 6-jährige (Deutschland) bzw. 5-jährige (Schweiz) Weiterbildung zum Facharzt, an deren Ende die Facharztprüfung steht.

### Statistiken
Die geringe Anzahl an Neuropathologen nimmt in der Bundesrepublik Deutschland insgesamt zu, wobei der relativ kleine Anteil an Pathologen mit Schwerpunkt Neuropathologie im Gegensatz zum Anteil an Fachärzten für Neuropathologie rückläufig ist. Aktuell (Stand 2010) sind 122 Fachärzte für Neuropathologie registriert, wovon 98 als Neuropathologen berufstätig sind. Der Frauenanteil in der Neuropathologie in Deutschland ist mit ca. 24,2 % im Jahr 2004 im Vergleich zum Anteil der Frauen an der gesamten bundesweiten Ärzteschaft von 41,7 % im selben Jahr vergleichsweise niedrig.

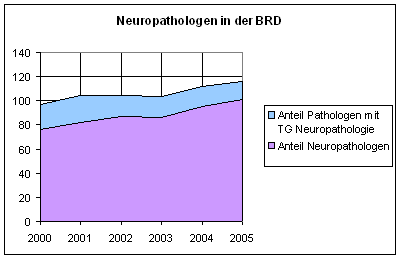
Neuropathologen in Deutschland
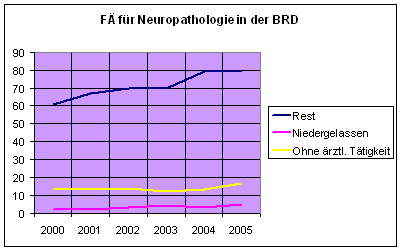
Fachärzte für Neuropathologie
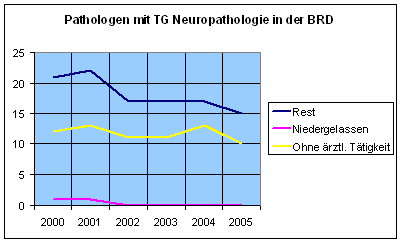
Pathologen mit TG Neuropathologie
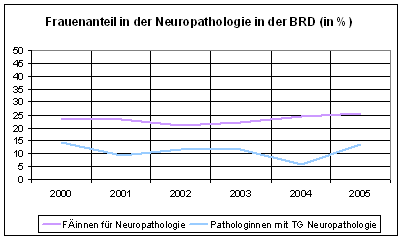
Frauenanteil in der Neuropathologie

## Pioniere der Neuropathologie
- Salomon Eberhard Henschen
- Cécile Vogt
- Oskar Vogt
- Korbinian Brodmann
- Klaus-Joachim Zülch